# The Drill
| 전문가 평가      | 전문가 평가 |
| 평가 점수        | 평가 점수   |
| 출처             | 점수        |
| ---------------- | ----------- |
| AllMusic         | [ 2 ]       |
| Robert Christgau | [ 3 ]       |

《The Drill》은 1991년 4월, 뮤트 레코드에 의해 발매된 영국의 포스트펑크 밴드 와이어의 여덟 번째 스튜디오 음반이다. 이 음반은 같은 노래인 〈Drill〉의 재녹음 및 리믹스 버전으로 구성되어 있으며 일부 버전은 새로운 가사를 특징으로 한다. 거의 한 시간의 길이에도 불구하고 공식적으로 음반이 아닌 EP로 나열되었다.

## 배경
트랙 〈Drill〉은 1986년 EP 《Snakedrill》에 처음 등장했지만 와이어는 곧 라이브 공연에서 편곡을 개발하기 시작했으며 때로는 30분까지 지속되기도 했다. 1989년, 밴드는 이번에만 스튜디오에서 트랙 개발을 계속하기로 결정했다. 뮤트 레코드의 런던 사내 스튜디오인 월드와이드 인터내셔널에서 다음 음반인 1990년대 《Manscape》에 사용될 새로운 컴퓨터 기술을 탐구하기 위한 실험으로 이 곡의 다양한 버전을 녹음했다. 비록 《The Drill》은 《Manscape》 이전에 실제로 녹음되었지만 발매는 1991년으로 연기되었다. 와이어의 콜린 뉴먼에 따르면, 이 음반이 "새로운" 와이어 음반이 될 만큼 상업적으로 간주되지 않았기 때문이다.
이 음반은 "두가"로 알려진 와이어 리듬을 기반으로 하며, 이 리듬은 음반 커버에 "단성적인 단일 리듬 반복"으로 설명된다.

## 곡 목록
모든 곡들은 와이어에 의해 작사/작곡하였다.
| #  | 제목                               | 재생 시간 |
| -- | ---------------------------------- | --------- |
| 1. | 〈In Every City?〉                 | 5:21      |
| 2. | 〈What's Your Desire?〉            | 4:51      |
| 3. | 〈Arriving/Staying/Going?〉        | 5:19      |
| 4. | 〈(A Berlin) Drill〉               | 5:26      |
| 5. | 〈Do You Drive? (Turn Your Coat)〉 | 4:52      |
| 6. | 〈Jumping Mint?〉                  | 5:56      |
| 7. | 〈Did You Dugga?〉                 | 5:48      |
| 8. | 〈Where Are You Now?〉             | 5:28      |